# Північна Македонія на Паралімпійських іграх
Північна Македонія дебютувала на Паралімпійських іграх в 1996 році в Атланті, відправивши єдиного свого представника - Браніміра Йовановскі - на змагання зі стрільби. З цього моменту Північна Македонія є незмінним учасником літніх Паралімпійських ігор, але спрямовує невеликі делегації. У зимових Параолімпіадах Республіка Македонія не брала участь. За історію участі Республіки Македонії виступали всього три спортсмена: Бранімір Йовановскі (1996-2004), Ванчо Каранфілов (2000-2012) і Олівера Наківський (2004-2012).
Першу медаль приніс Ванчо Каранфілов в 2004 році в Афінах у стрільбі з пневматичного пістолета (категорія SH1) з 10 м. У 2012 році в Лондоні Олівера Наківська-Бикова стала першою параолімпійською чемпіонкою від Республіки Македонії в тій же стрільбі з пневматичного пістолета SH1 з 10м, встановивши новий світовий рекорд і параолімпійський рекорд в кваліфікації в категорії P2 (381 очок), а також набравши в фіналі 475, 7 очок.
Раніше спортсмени Північної Македонії виступали за збірну Югославії: у 1980 році на Паралімпіаді дві бронзові медалі взяв Вангелі Забев в плаванні. У 1992 році на правах незалежних учасників Йовановскі здобув перемогу у стрільбі з пневматичного пістолета (категорія SH1).

## Медалісти

### За Республіку Македонію
| Медаль | Спортсмен               | Рік                                          | Вид спорту | Дисципліна                            | Результат  |
| ------ | ----------------------- | -------------------------------------------- | ---------- | ------------------------------------- | ---------- |
| 2      | Ванчо Каранфілов        | Літні Паралімпійські ігри 2004 (Афіни 2004)  | Стрільба   | Чоловіки, пневматичний пиістолет, SH1 | 661,6 очко |
| 1      | Олівера Наковска-Бикова | Літні Паралімпійські ігри 2012 (Лондон 2012) | Стрільба   | Жінки, пневматичний пістолет, SH1     | 475,7 очок |

### За СФРЮ
| Медаль | Спортсмен    | Рік                                         | Вид спорту | Дисципліна                      |
| ------ | ------------ | ------------------------------------------- | ---------- | ------------------------------- |
| 3      | Вангел Забев | Літні Паралімпійські ігри 1980 (Арнем 1980) | Плавання   | 50 м, вільний стиль, E1         |
| 3      | Вангел Забев | Літні Паралімпійські ігри 1980 (Арнем 1980) | Плавання   | 3x50 м, комплексне плавання, E1 |

### Як незалежні
| Медаль | Спортсмен           | Рік                                             | Вид спорту | Дисципліна                           |
| ------ | ------------------- | ----------------------------------------------- | ---------- | ------------------------------------ |
| 1      | Бранімір Йовановскі | Літні Паралімпійські ігри 1992 (Барселона 1992) | [Стрільба  | Чоловіки, пневматичний пістолет, SH1 |